# Beertsterdiep
Het Beertsterdiep (ook gespeld als Beersterdiep of Beetsterdiep) uit 1636 was het belangrijkste ontwateringskanaal van het waterschap Vierkarspelenzijlvest, later waterschap Reiderland. Het was tevens geschikt voor de binnenscheepvaart.
Het kanaal liep langs het dorp Beerta via Ganzedijk naar de Beerster- of Beertsterzijl bij de huidige buurtschap Hongerige Wolf, waar het via de Beertstermude (ook gespeld als Beerster- of Beertster Mude, mude of muide = 'monding') in de Dollard uitmondde. Ten oosten van de Beersterzijl lag de Bellingwolderzijl, die werd onderhouden door het Bellingwolderzijlvest. Naast deze laatste zijl werd in 1704 de Bellingwolderschans gebouwd. Het Beertsterdiep ontving zijn water onder andere van het Zijlkerdiep, dat het water van Blijham opving via een onderleider onder de Pekel A.
Bij de aanleg van de Reiderwolderpolder (eerste afdeling) in 1862 werd het diep verlengd. Tevens werd een nieuwe ontwateringssluis gebouwd die ook wel Reidersluis of Reiderwolderbuitensluis werd genoemd. De Bellingwolderzijl werd omgevormd tot binnensluis, terwijl buitendijks een nieuwe ontwateringsgeul werd gegraven, die eveneens Beertstermude werd genoemd. Deze kwam op zijn beurt eveneens te vervallen na inpoldering van de Carel Coenraadpolder in 1924. De sluis werd vervangen door de Spuisluis of Grote Slapersluis. Het kanaal was tot de laad- en losplaats bij de Reidertil toegankelijk voor zeeschepen met een diepgang tot 1,60 m. Het Beertsterdiep mondde daarna via het Boezemkanaal en de Buitenzeesluis in de Dollard uit, totdat deze laatste sluis in 1992 in het kader van de dijkversterking werd gedempt.
Omstreeks 1974 werd het Hoofdkanaal gegraven. Het Bellingwolderzijldiep werd gedempt en de Bellingwolderzijl vervangen door het gemaal Hongerige Wolf. Twee gedeelten van het Beertsterdiep bleven behouden, het ene stuk langs Ganzendijk, het andere ten oosten van Beerta, waar het in verbinding kwam te staan met de watergangen rond Blauwestad en met het Oldambtmeer.